# Ternstroemia glandulosa
Ternstroemia glandulosa är en tvåhjärtbladig växtart som beskrevs av Brother Alain. Ternstroemia glandulosa ingår i släktet Ternstroemia och familjen Pentaphylacaceae. Inga underarter finns listade i Catalogue of Life.